# 下佩莱阿斯
下佩莱阿斯（西班牙語：Peleas de Abajo）是西班牙卡斯蒂利亚-莱昂萨莫拉省的一个市镇。 总面积12平方公里，总人口272人（2001年），人口密度23人/平方公里。